# 즈가리야서

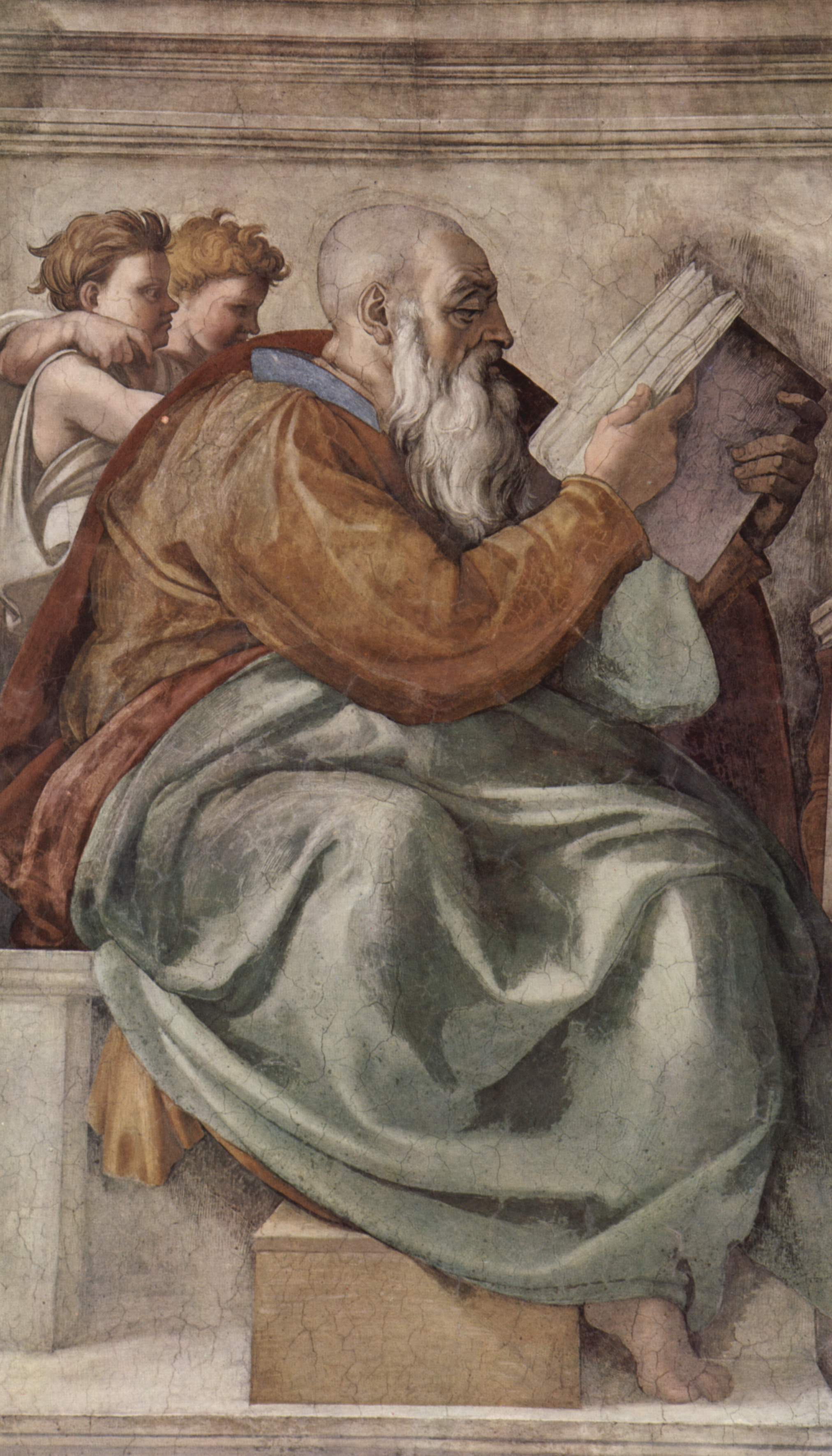
즈가리야

즈가리야서(공동번역), 즈카르야서(가톨릭), 스가랴(개신교) (히브리어: זְכַרְיָה בֶּן-בֶּרֶכְיָה בֶּן-עִדּוֹ הַנָּבִיא 즈카르야 벤 베렠얗 벤 이또 하나비)는 구약성경의 소예언서 중 11번째 책이다. 다리우스 왕의 통치 기간을 다룬다. 약칭은 즈카(가톨릭) 또는 슥(개신교)이다.
즈가리야는 한 권의 책이지만 형식과 내용에서 학자들은 두 부분으로 나눈다. 즈가리야 1-8장은 바빌론 포로부터 귀환을 배경으로 기록되었기에 예언자의 이름이나 연대 등이 분명하다. 9-14장은 종말론적 성경을 나타내며 불분명한 형식과 배경으로 기록되어 있다. 따라서 학자들은 9-14장을 제 2 즈가리야 서라고 부른다.

## 인물
즈가리야는 이또의 후손이요, 베레기야의 아들이다. 이사야 8:2절을 근거로 즈가리야 1:1절에 살짝 첨가된 것으로 이해한다. 예언자의 이름은 즈가리야 1-8장의 여러곳에 기록되어 있으며 에스라에도 기록되어 있다. 느헤미야 12:4, 16절에서는 이또의 가족 가운데 즈가리야라 불리는 제사장에 관하여 언급하고 있는데 아마도 예언자 즈가리야와 동일인물일 가능성이 매우높다. 이처럼 즈가리야가 제사장의 가문이라는 사실은 그의 예언에 제사장적인 경향과 관심을 많이 내포하는 것을 이해하게 한다.

## 활동 연대
즈가리야는 하깨 예언자와 동시대에 활동했음을 보여준다. 탈무드에 의하면 즈가리야의 예언이 하깨보다 먼저 시작되었다고 기록하고있다. 하깨와 마찬가지로 즈가리야는 성전 재건에 대한 재개를 촉구하였고 즈루빠벨의 통치에 관하여 예언하고 있다.하깨와 달리 즈가리야는 성전 파괴와 포로를 죄와 연결시키고 회개와 구원을 연결시킨다.

## 내용
즈가리야와 하깨는 같은 시기에 활동한 예언자이지만 즈가리야는 문학적인 측면에서 차이점을 나타낸다. 즈가리야는 그의 선포에서 성전의 재건과 성전 예배의식을 이해하는 것에 관하여 처음 언급한다. 성전은 야훼 하느님의 구원의 역사를 새롭게 하는 곳으로 이해하고 메시아의 시대가 갑자기 도래하는 곳의로 이해한다. 즈가리야 1-6장에는 모두 8개의 환상이 기록되어 있다.
- 첫 번째 환상(1:7-17)
- 두 번째 환상(1:17-21)
- 세 번째 환상(2:1-5)
- 네 번째 환상(3장)
- 다섯 번째 환상(4장)
- 여섯 번째 환상(5:1-4)
- 일곱 번째 환상(5:5-11)
- 여덟 번째 환상(6:1-8)

즈가리야는 성전 제사와 함께 정의롭고 진리 그리고 평화의 가르침을 지키는 것을 더 중요한 것으로 생각했다. 즈가리야는 천사를 하느님 자신으로 보지 않고 하느님 앞에 서 있는 것으로 보았으며 과거의 예언자들처럼 자신은 하느님을 보지 못했다.